# Жилбер дьо Лафайет
Вижте пояснителната страница за други личности с името Лафайет.
Мари Жозеф Пол Ив Рош Жилбер дю Мотие, маркиз Дьо Лафайет (на френски: Marie-Joseph Paul Yves Roch Gilbert du Motier, marquis de La Fayette, 6 септември 1757 – 20 май 1834) е френски благородник, военен и политически деец, пряк и активен участник в три революции: Американската революция от 1776 г., Френската революция от 1789 г. и Юлската революция от 1830 г., депутат в Генералните щати, прераснали в Национално учредително събрание, както и в по-късния парламент на Франция. Наричан е „герой на два свята“ (на френски: Le Héros des Deux Mondes).

## Ранни години
Маркиз Дьо Ла Файет е потомък на стари аристократични родове, сдобили се със своите титли и богатства на военното поприще. Един от предците му е маршал Жилбер дьо Ла Файет, съратник на Жана д'Арк.
Баща му е също Жилбер дьо Ла Файет, гренадирски полковник, загива през 1759 г. по време на Седемгодишната война в битката при Минден, Вестфалия, когато синът му няма 2 години. В чест на славните си предци младият им наследник избира от всичките си имена, с които по традиция се кръщават децата на благородниците, да се представя в обществото само с името Жилбер дьо Ла Файет. На 10 години малкият Ла Файет е изпратен в едно от най-аристократичните учебни заведения във Франция – Колежа дьо Плеси, основан още през 1322 г.
Когато е само на 12 г. изгубва майка си, която умира само на 33 години. Месец след нея умира и дядо му, нейният баща, маркиз Дьо Ла Ривиер, капитан на кралските мускетари и генерал-лейтенант от френската армия, от когото наследява земи и имоти, носеща му годишен доход около 120 хиляди ливри. С това той се превръща в един от най-богатите французи на своето време.
През 1771 г. 13-годишният Ла Файет е зачислен във втора рота на кралските мускетари. През 1773 г., на 15 години, маркизът е назначен за командир на ескадрон в кавалерийския полк в Ноайл. През 1775 г. достига чин капитан и се прехвърля в кавалерийския полк в Мец.

## Войната за независимост на САЩ
През септември 1776 г. той за първи път се запознава с Декларацията за независимост на САЩ и както сам пише впоследствие: неговото „сърце беше покорено…“
Подава молба за временно уволнение от френската кралска служба, оборудва на свои разноски един кораб и заедно с още 15 други френски офицери се отправя за Америка през пролетта на 1777 г. Моли Конгреса на САЩ да го приеме като обикновен доброволец, но предвид уменията му, усилията, които е вложил, и финансовите пожертвования, го назначават на поста началник–щаб на Армията на Съединените щати. Постът по него време нямал особено реална тежест и се равнявал по-скоро на длъжността старши адютант към главнокомандващия Джордж Вашингтон, с когото Ла Файет завързва приятелски отношения.
Първото си истинско бойно кръщение получава в битката при Брандиуайн край Филаделфия на 11 септември 1777. Там Ла Файет е ранен в крака, а американците търпят поражение. Но без да дочака окончателното си оздравяване той се връща в щаба при Вашингтон и получава командването на отряд от 350 души към бригадата на генерал Натаниъл Грийн. На 25 ноември 1777 г., извършвайки разузнаване със своя отряд, Ла Файет се натъква и разбива отряд от около 400 хесенски наемници. След тази проява на дързост и бойни умения Конгресът му възлага командването на дивизия от 1200 души, която той екипира и въоръжава за своя сметка. През декември 1777 г. взема участие в успешни операции срещу англичаните. На 22 януари 1778 г. 20-годишният Ла Файет е назначен от Конгреса за командващ Северната армия, охраняваща канадската граница. По това време сред офицерите в неговия щаб се намира и Тадеуш Косцюшко, полковник от инженерните войски.
През март 1778 г. той сключва договор за съюз с вождовете на шест индиански племена, според който индианците се ангажират да подкрепят американската армия срещу англичаните. Като ответна реакция Ла Файет построява и укрепява за своя сметка малък форт на границата за отблъскване на евентуално нападение от английските войски.
На 1 април 1778 г. Ла Файет се присъединява към основните сили на Вашингтон във Вали Фордж. На 18 май 1778 г. Вашинтон му възлага да проведе разузнаване в района на Филаделфия и да съедини своите войски с тези на генерал Потър. Потър обаче закъснява и дивизията на Ла Файет с численост 2500 души и 5 оръдия се оказва заклещена в капан от многократно превъзхождащия я противник. С ловка маневра Ла Файет успява да се измъкне от капана почти без загуби в числения състав.
През ноември 1778 г. младият генерал дълго боледува от възпаление на белите дробове. След като оздравява решава да се върне във Франция и през февруари 1780 г. слиза на брега в Брест.
От момента на появата си в Париж той става героят на деня. Дори самата Мария-Антоанета получава разрешение от краля да го произведе в чин полковник на кралските гренадири. Но нарастващата му популярност и вдъхновените разкази за републиканците в Америка започват да тревожат двора във Версай. По официално настояване Ла Файет отново се отправя за колониите в състава на експедиционен корпус, изпратен от Франция в помощ на американците във войната срещу Англия.
След повторното си пристигане в САЩ през април 1780 г. Ла Файет участва както във военни действия, в състава на армията на ген. Натаниъл Грийн, така и в политически и дипломатически преговори. След Йорктаунската операция през есента на 1781 г. и последвалото прекъсване на военните действия Ла Файет се завръща във Франция. За активния му принос в победата при Йорктаун крал Луи XVI го произвежда в чин фелдмаршал.
След приключването на мирните преговори, Ла Файет отново се връща в Америка през 1784 г., но това посещение за него е вече само триумфално шествие.

## Френската революция
През 1789 г. 31-годишният Ла Файет е избран за депутат в свиканите от краля Генерални щати от квотата на дворянството (второто съсловие). Той е в числото на малкото аристократи, които се съгласяват на съвместни съвещания с третото съсловие, а в началото на юни демонстративно се присъединява към третото съсловие. На 11 юли предлага на обявеното два дена преди това Учредително събрание първия проект за „Декларация за правата на човека и гражданина“, съставена от него по модела на американската декларация от 1776 г.
След превземането на Бастилията на 14 юли 1789 г. маркизът „демократизира“ своята наследствена фамилия и започва да я пише слято: Лафайет. Оттогава насетне тя се пише само по този начин.
След началото на метежа Лафайет приема да оглави новосформираната Национална гвардия, която да се грижи за реда вместо кралските войски. Въпреки че полицейските задължения не му допадат, а и много добре разбира, че вредят на популярността му, той счита за свой дълг да изпълни възложените му ангажименти. На 5 октомври въпреки нежеланието си, е принуден да докара Националната гвардия във Версай, за да охранява Луи XVI, който заедно със семейството си е заставен от тълпа парижани да се премести от Версай в Париж. А когато на следващата вечер започват безредици и убийства, той енергично ги прекратява. В качеството си на началник на Националната гвардия той се оказва в позицията на един от най-влиятелните хора във Франция.
По убеждения е либерал, но не е в състояние да се откаже напълно от аристократическите си схващания – мечтае за съвместяване на монархията и реда със свободата и демократическите ценности. Невъздържаността на тълпата и грубият език на якобинските лидери силно го възмущават, но личността на краля и кохортата от безполезни придворни му допада още по-малко. Възхищава се на републиканското устройство на САЩ, но в същото време счита, че френският народ не е дорасъл до република и това го поставя в редиците на фьойаните, които настояват за конституционна монархия. Тази двойственост в убежденията му събужда неприязън както от страна на кралското семейство, така и на якобинските ръководители.
През юни 1791 г. Луи ХVI и кралското семейство правят опит за бягство, но са заловени и върнати в Париж. Бягството е изтълкувано като явно противопоставяне на конституцията и става повод за вълнения. На 17 юли 1791 г. голяма маса парижани, предвождана от корделиерите, се събира на Марсово поле, за да подпише петиция за забрана на монархията и обявяване на република. По заповед на Учредителното събрание там са изпратени части на Националната гвардия под ръководството на Лафайет. Те откриват огън, убиват 50 души и раняват стотици (вж. разстрел на Марсово поле). Популярността на Лафайет, възхваляван като „героят на двата свята“, се срива и той е обвинен в роялистки симпатии. Когато Байи подава оставка като кмет на Париж, Лафайет подава оставка като командир на Националната гвардия и се кандидатира за кмет. На изборите през ноември 1791 г. обаче на кметския пост е избран радикалният якобинец Жером Петийон:с. 99. Маркиз Дьо Лафайет се отказва от политическия живот в Париж и се връща в имението си в Оверн.
През декември 1791 г. той подновява военната си кариера. Изпратен е на северната граница като командир на едно от трите подразделения на Северната армия. Оттам той с все по-нарастващо раздразнение следи събитията в Париж. През пролетта на 1792 г. Франция обявява война на Австрия, но първите сражения са катастрофални за французите, а вината за това се хвърля върху кралския двор и жирондисткото правителство. В страната все по-често се отправят призиви за премахване на монархията, подклаждани от якобинските клубове. Лафайет изпраща протестни писма до Законодателното събрание, но те остават без отговор и без резултат. През юни напуска лагера и лично се явява в събранието с обръщение от офицерите, в което се настоява за разпускане на терористичните клубове, за възстановяване на върховенството на закона и конституцията, за запазване на достойнството на кралската институция. Голяма част от депутатите се отнасят крайно враждебно към „новия Кромуел“, дори се чуват призиви да бъде съден и екзекутиран като аристократ и враг на народа. Кралското семейство също го посреща подчертано резервирано: „По-добре ешафод, отколкото помощта на Лафайет“, заявява високопарно кралицата и много скоро думите ѝ се сбъдват.
Преследван от ненавистта на якобинците, подозренията на жирондистите и неприязънта на кралския двор, той се прибира във военния лагер. През август 1792 г. правосъдният министър Дантон издава заповед за ареста му. Той обаче усеща първите повеи на предстоящата якобинска диктатура, напуска Франция и търси убежище в Австро-Унгарската империя. Там обаче, страхувайки се от демократичните му възгледи и от принадлежността му към френската армия, го подозират в двуличие и го затварят в крепостта Оломоуц в източна Чехия, където прекарва 5 години.
През 1797 г. е освободен, а след преврата на 18 брюмер (9 ноември 1799 г.), когато на власт идва Наполеон Бонапарт, се връща във Франция, където живее тихо и спокойно като обикновен гражданин до 1814 г. Отказва да се присъедини към имперските претенции на Франция и да участва в Наполеоновите войни. Само през 1802 г. се обръща към Бонапарт с писмо, в което протестира срещу възвръщането на едноличната власт. По време на Стоте дни след завръщането си от първото изгнание Наполеон му предлага титлата пер, ако се присъедини към него, но Лафайет категорично отказва. Междувременно е избран за депутат в парламента, където категорично се противопоставя на новото правителството и настоява на трона да седне Луи-Филип Орлеански. Като цяло възгледите му са крайно либерални и дори леви – участва в различни сдружения, целящи радикална промяна на установения обществен ред. Но продължава да се придържа към монархическите си възгледи и да смята, че французите, за разлика от американците, все още не са дорасли за републиканско управление.

## Юлската революция
В резултат от въстанието през юли 1830 г. Шарл X бива свален от трона и неговото място заема далечният му братовчед Луи-Филип Орлеански. Заедно с това е потвърдено върховенството на народния суверенитет над божественото право на кралете, укрепването на либералния режим и окончателното надмощие на буржоазията над поземлената аристокрация.
Още през юли 72-годишният Лафайет поема командването на националната гвардия, начело на която приключва много скоро уличните борби. Става член на муниципалната комисия, изпълняваща функциите на временно правителство. По това време той отново става най-популярният човек в Париж. Новият крал официално го назначава на длъжността главнокомандващ на националната гвардия, но през септември, недоволен от поетата от Луи-Филип политика, Лафайет излиза в оставка. А през 1833 г. основава опозиционен „Съюз за защита правата на човека“
До самата си смърт взема активно участие в обществения живот. През януари 1834 г. изнася последната си реч в парламента, но влажната и студена зима го поваля на легло с пневмония. Не успява да се пребори с нея и умира на 20 май 1834 г. в Париж на 76 години – преклонна възраст за неговото време и за неговата професия.

## Семейство
През 1774 г. 16-годишният богат наследник Ла Файет се жени за Мари Адриен Франсоаз (1759 – 1807), дъщеря на херцог дьо Ноайл, прапраплеменница на мадам дьо Ментнон, втората съпруга на Луи XIV.
Мадам дьо Лафайет е верен спътник и предан другар. Когато маркизът е принуден да напусне Франция през 1792 г., Адриен е затворена и местена многократно в различни затвори, докато най-после през 1795 г. бива освободена. По време на якобинския терор много от нейните роднини, включително майка ѝ, баба ѝ и една от сестрите ѝ, са гилотинирани по единственото обвинение, че са от знатен произход и това е напълно достатъчно, за да ги направи врагове на народа. Но дори и развихрилите се якобинци не се решават да посегнат на жената на прочутия Лафайет.
Веднага след освобождаването от френските затвори тя, заедно с дъщерите си Анастаси и Вирджини, отива в Австрия и моли императора да ѝ разреши да се присъедини към съпруга си в крепостта Оломоуц, където той е затворен по това време. Молбата ѝ е удовлетворена и тя прекарва там заедно с него до октомври 1797 г., когато биват освободени.
Жилбер и Адриен дьо Лафайет имат общо четири деца. От дъщерите: Анриет (1776 – 1778) доживява само до 2-годишна възраст, Анастаси Луис Полин (1777 – 1863) се омъжва за граф Латур-Мобур и доживява до 86 години, а Мари Антоанет Виржини (1782 – 1849), впоследствие маркиза дьо Ластейри, публикува своите и на майка си спомени за тяхното семейство.
Синът, Жорж Вашингтон дьо Лафайет (1779 – 1849), е роден в Париж. След като майка му излиза от френските затвори през 1795 г. го праща за по-голяма сигурност да учи в Америка в Харвард, където той бива канен на гости от самия президент Дожрдж Вашингтон. След завръщането си постъпва във френската армия и през 1800 г. е ранен в битката при Поцоло в Ломбардия, северна Италия. По-късно става адютант при ген. Груши. Запомнящ се епизод от армейския му период е, когато в битката при Ейлау през 1807 г. с риск за живота отстъпва собствения си кон на генерала, тъй като генералският бива убит.
След приключване на армейската служба влиза в Палатата на депутатите, като също като баща си е неизменно на страната на либералите. По време на Юлската революция от 1830 г. той е далеч от Париж, но 16 години по-късно взема активно участие в политическата кампания срещу Луи-Филип, завършила с Революцията от 1848 г., когато бива обявена Втората френска република.
Жорж Вашингтон дьо Лафайет се жени за Емили дьо Траси, дъщерята на граф дьо Траси, от която има 5 деца: три дъщери и двама сина. По-големият син, Оскар Тома Жилбер дю Мотие дьо Лафайет (1815 – 1881), служи 7 години в армията и започва политическа кариера, като достига до поста пожизнен сенатор през 1875 г. По-малкият му брат, Едмон дю Мотие дьо Лафайет (1818 – 1890), се занимава само с политика – става секретар на Законодателното събрание и член на сената (1876 – 1888).

## Памет
Президентът Джордж Вашингтон дава на Лафайет американско гражданство, а през 2002 г. Американският конгрес го удостоява с почетно американско гражданство.
Още приживе през 1824 г. правителството наименува една от зелените площи в близост до Белия дом като Парк Лафайет. През 1826 г. един от колежите в Пенсилвания взема неговото име.
Когато в САЩ пристига вестта за неговата кончина, президентът Андрю Джаксън разпорежда да му се отдадат същите почести, каквито са били отдавани на президентите Джордж Вашингтон и Джон Адамс. Всеки военен форт и кораб изстрелва 24 залпа, по един за всеки от щатите, влизащи по това време в републиката. В течение на 30 дни държавните флагове са спуснати, в армията носят черна лента, а конгресмените идват на заседания, облечени в черно.
Понастоящем в САЩ има над 400 обекта, носещи названието Лафайет – окръзи, градове, улици, паркове, колежи, дори планински връх в Ню Хемпшир, военни пунктове и др. Това име е носено и от няколко кораба.
В Чехия, в град Оломоуц има улица, наречена „Лафайетова“, като спомен за прекараните от маркиза пет години заточение в крепостта.
Във Франция също има обекти и паметници, посветени на Лафайет, но те не са толкова многочислени, колкото отвъд Атлантика.

## Оценки
Репутацията на Лафайет сред американците е много висока – както сред широкото обществено мнение, така и сред научните среди.
Но репутацията му сред френските историци е твърде проблематична. Те признават, че той е въплъщение на либералната кауза, но сравнявайки го с видните идеолози от началото на революцията считат, че е бил твърде посредствен като умствени способности, за да изиграе по-значима роля в историческите събития. Написал е твърде малко неща в живота си, за да покрие високите изисквания на своите сънародници. Историците с леви убеждения го обявяват за предател на републиканската кауза, а историците от дясно считат, че е бил твърде неефективен, за да бъде техен герой.
Така или иначе, изживял пълноценно живота си според собствените си разбирания, участник в 3 революции, неуморен защитник на либералната кауза, Лафайет се превръща в герой в мислите и сърцата на хората от не една нация и не едно поколение.